# Firefox Sync

Firefox Sync衍生自2007年Mozilla Labs所建立的Mozilla Weave計畫

Firefox Sync，原名為Mozilla Weave，衍生自2007年Mozilla Labs所推出的實驗性專案，它是一個瀏覽器同步功能，允許使用者在多台電腦上同步書籤、歷史紀錄、密碼、表單資料、附加元件，以安全加密的方式存放在Mozilla伺服器或個人伺服器上。
Firefox Sync最初為Mozilla Firefox 3.x和SeaMonkey 2.0的附加元件，後期已整合於Firefox 4.0和SeaMonkey 2.1及往後版本，成為基礎功能。
從Firefox 29開始，Firefox Sync建立在Firefox帳號上，因此Firefox 29及更高版本無法與Firefox 28及更低版本同步。 

## 外部連結
- Firefox Sync（页面存档备份，存于）
- Firefox Mobile（页面存档备份，存于）
- Run your own Sync Server
- Github page of iOS client（页面存档备份，存于）